# Arackar
Arackar – rodzaj wymarłego dinozaura, zauropoda z kladu Titanosauria żyjącego w kredzie późnej na terenach Chile.
Na północy Chile, w regionie Atakama, Carlos Arevalo z Servicio Nacional de Geología y Minería (Państwowej Służby Geologicznej i Górniczej) znalazł w 1993 skamieniałości nieznanego zwierzęcia. Znajdowały się one w wąwozie La Higuera, 75 km na południe od miasta Copiapó. Szczątki spoczywały wśród skał formacji Hornitos, datowanych na kredę późną, dokładniej kampan-mastrycht, żółtych mułowców będących pozostałością osadów jeziornych przetykanych czerwonymi piaskowcami osadów równiny zalewowej. Należały doń kręgi odcinka szyjnego i grzbietowego oraz kości ramienna, kulszowa i udowa. Wydobyli je w lutym 1994 Arevalo i Rubilar. Badanie ujawniło, że należały do niewielkiego, mierzącego jakieś 6,3 m długości, niedorosłego jeszcze przedstawiciela zauropodów z grupy Titanosauria. Poza cechami wskazującymi na jego przynależność do tego kladu wskazano jednak również cechy odrębne. Rubilar-Rogers et al. wymieniają wśród nich następujące autapomorfie:
- środkowe łuki kręgowe o szerokich i wysokich dołach centro-prezygapofyzalnych (centroprezygapophyseal fossa) na całej przedniej powierzchni nasady łuku kręgowego (pedicle), nie sięgające jednak powyżej kanału rdzeniowego
- zredukowane blaszki spino-postzygapofyzalne (spinopostzygapophyseal laminae), nie dorównujące długością postzygapophyseal facet[1].

Wskazawszy autapomorfie, badacze opisali nowy rodzaj dinozaura, trzeci z Chile i trzeci z zachodniej strony Andów (z samej grupy tytanozaurów w Ameryce Południowej odkryto pół setki rodzajów, zwłaszcza z Brazylli, jak Adamantisaurus czy Brasilotitan, i Argentyny, jak andyjskie Bravasaurus i Punatitan). Natomiast zachodnie Andy dostarczyły poprzednio szczątków dwóch zaledwie dinozaurów (Atacamatitan z Chile i Yamanasaurus z Ekwadoru, w obu przypadkach tytanozaurów). W Chile znaleziono też opisanego w 2015 roślinożernego tetanura Chilesaurus. Holotyp skatalogowano jako SNGM-1. Nowy rodzaj otrzymał nazwę Arackar, do którego zaliczono pojedynczy gatunek Arackar licanantay. Nazwa naukowa wywodzi się z używanego przez rdzennych mieszkańców pustyni Atakama języka kunza i oznacza kości Atakameńczyków.
Arackar zalicza się do zauropodów. Ta grupa olbrzymich dinozaurów poza taksonami bazalnymi dzieli się na dwie główne linie: diplodokokształtne i Macronaria. Ta ostatnia obejmuje grupę Titanosauriformes. Wprowadzona przez Salgado, grupa ta obejmuje brachiozaura i Titanosauria, a więc zaliczają się do niej brachiozaury, euhelop i Titanosauria. Zaliczał się do niej także Arackar. Euhelop i Titanosauria tworzą razem klad Somphospondyli, również obejmujący Arackar. W dalszej kolejności zaliczał się on do grupy Titanosauria. Klad ten definiuje się jako Titanosauriformes bliższe saltazaurowi niż brachiozaurowi czy euhelopowi. Grupa ta łączy Saltasauridae, Nemegtosauridae i Malawisaurus. Rubilar-Rogers et al. przeprowadzili także analizę filogenetyczną. Umieścili w niej 87 taksonów, rozpatrując 405 cech. Wyniki potwierdziły przynależność nowego rodzaju do Titanosauria. W obrębie tytanozaurów zaliczał się on do kladu Lithostrotia, wprowadzonego piórem Upchurcha et al. kladu obejmującego zaawansowane ewolucyjnie tytanozaury o uzbrojonej skórze, definiowanego jako Malawisaurus dixeyi (Haughton 1928) + Saltasaurus loricatus (Bonaparte & Powell 1980). W obrębie tego kladu najbliższym krewnym Arackar okazał się Isisaurus.